# 羅薩梅爾島
63°34′S 56°17′W / 63.567°S 56.283°W

羅薩梅爾島（Rosamel Island），是南極洲的島嶼，處於鄧迪島以西，屬於茹安維爾群島的一部分，直徑1.9公里，最高點海拔高度435米，由法國探險隊發現，現時由南極條約體系管理。